# JTBC4
JTBC4는 JTBC 산하의 트렌드 라이프스타일 텔레비전 채널이다.

## 연혁
- 2018년 4월 20일: 오전 7시부터 JTBC4 개국

## 방영 프로그램
- 뷰티룸
- 마이 매드 뷰티